# Кримски българи
Кримските българи са онези етнически български преселници, които трайно населяват или са населявали земите на Кримския полуостров.
По официалната статистика към 2010 г. те са близо 2000 души.

## История
На територията на Кримския полуостров заселване на прабългари има още през 5 век, по-късно по времето на хан Кубрат, както и след разпадането на Стара Велика България. В по-ново време обаче компактни маси българи започват да се заселват в началото на XIX в. Те произхождат от странджанските селища Граматиково и Малко Търново.  При официалното преброяване от 1897 г. числеността на кримските българи възлиза на 7528 души, които населяват следните селища: Кишлав (Кашлоу), Коктебел, Колпак, Кая-Осты, Ново-Царицыно, Сиджеут, Андреевка (Чая), Кабурчак, Османчик, Марфовка, Стари Крим, Болгар Сарабуз, Балта-Чокрак и Алач. 

### През XX в.
Гражданската война в Русия от 1918 – 1920 г. се отразява отрицателно на българската диаспора на полуостров Крим. В периода 1921 – 1922 г. много българи умират от глад, а в края на 1929 г. и в началото на 1930 г. е извършена принудителна колективизация; разкулачването изпраща най-добрите български стопани в Сибир. Важно е да се отбележи, че към момента на тези събития основният поминък на тамошните българи е селското стопанство.
В годините на Великата отечествена война  българите, живеещи на територията на СССР, не се призовават в армията, а се изпращат в трудовите батальони. На фронта воюват само тези, които са мобилизирани през 1940 г. и началото на 1941 г., както и постъпилите в армията като доброволци. 
Сталинският режим извършва още едно изселване на компактно живеещи българи там до 1944 г. Те били обвинени за врагове, за сътрудници на окупационния немски режим. От 1989 г. започва държавна програма за завръщането им (както и на други изселени народи, сред които кримски татари, гърци и арменци) в Крим. Тя не успява да бъде реализирана цялата и малко от българите се връщат в Крим. Цели български села престават да съществуват. 
Преди насилствените изселвания според официалната статистика българите са били около 12 500. Те са разпръснати по много райони на Съветския съюз и не ги оставят да се заселят компактно – едни отиват в Урал, други в Башкирия, трети в Северен Казахстан или из целия Сибир. Много от тези хора се асимилират и им забраняват да говорят български; само по-възрастните хора, които са се завърнали, говорят български. 

### През XXI в.
Понастоящем (2010 – 2012) в Крим българите са такива, които са били настанени в този регион, дошли са от Бесарабия, Запорожието или Азия. Всяка група говори на свой български диалект и това представлява голям интерес за българските езиковеди и етнографи, които са извършили изследвания там.

## Численост

### Преброяване през 2014 г.
Числеността и дял на българите според преброяването на населението през 2014 г. в Кримски федерален окръг е 1868 души (0,08 %), от тях в: Република Крим – 1506 души (0,07 %) и град от федерално значение Севастопол – 362 души (0,09 %).
Република Крим
Численост и дял на българите според преброяването на населението през 2014 г. в Република Крим, по градски окръзи и райони:
|                |                        | Численост | Дял (в %) |
| Република Крим | Република Крим         | 1506      | 0,0796    |
| -------------- | ---------------------- | --------- | --------- |
| Градски окръг  | Армянск                | 22        | 0,0901    |
| Градски окръг  | Алуща                  | 44        | 0,0841    |
| Градски окръг  | Джанкой                | 20        | 0,0517    |
| Градски окръг  | Евпатория              | 62        | 0,0519    |
| Градски окръг  | Керч                   | 133       | 0,0904    |
| Градски окръг  | Красноперекопск        | 21        | 0,0799    |
| Градски окръг  | Саки                   | 10        | 0,0397    |
| Градски окръг  | Симферопол             | 373       | 0,1058    |
| Градски окръг  | Судак                  | 11        | 0,0340    |
| Градски окръг  | Феодосия               | 93        | 0,0921    |
| Градски окръг  | Ялта                   | 90        | 0,0673    |
| Район          | Бахчисарайски район    | 49        | 0,0538    |
| Район          | Белогорски район       | 66        | 0,1091    |
| Район          | Джанкойски район       | 32        | 0,0467    |
| Район          | Кировски район         | 58        | 0,1140    |
| Район          | Красногвардейски район | 66        | 0,0793    |
| Район          | Красноперекопски район | 11        | 0,0444    |
| Район          | Ленински район         | 51        | 0,0834    |
| Район          | Нижнегорски район      | 43        | 0,0953    |
| Район          | Первомайски район      | 18        | 0,0548    |
| Район          | Раздолненски район     | 13        | 0,0424    |
| Район          | Сакски район           | 39        | 0,0509    |
| Район          | Симферополски район    | 115       | 0,0756    |
| Район          | Съветски район         | 30        | 0,0940    |
| Район          | Черноморски район      | 36        | 0,1180    |

Севастопол
Численост и дял на българите според преброяването на населението през 2014 г. в град от федерално значение Севастопол, по градски райони и местни съвети:
|                                       |                                       | Численост | Дял (в %) |
| Град от федерално значение Севастопол | Град от федерално значение Севастопол | 362       | 0,0920    |
| ------------------------------------- | ------------------------------------- | --------- | --------- |
| Градски район                         | Балаклавски район                     | 27        | 0,0977    |
| Градски район                         | Гагарински район                      | 150       | 0,1102    |
| Градски район                         | Ленински район                        | 86        | 0,0804    |
| Градски район                         | Нахимовски район                      | 69        | 0,0793    |
| Местен съвет                          | Андреевка                             | 2         | 0,0621    |
| Местен съвет                          | Верхнесадовое                         | 6         | 0,1151    |
| Местен съвет                          | Инкерман                              | 9         | 0,0869    |
| Местен съвет                          | Кача                                  | 2         | 0,0240    |
| Местен съвет                          | Орлиное                               | 10        | 0,1611    |
| Местен съвет                          | Терновка                              | 1         | 0,0392    |

## Сдружения
Целта на създаването на Кримското републиканско дружество на българите „Паисий Хилендарски“ е да подпомогне завръщането на българите, които са били изпратени в Средна Азия по време на описаните репресии. Дейността му започва през 1995 г.
Част от програмата му са неделните училища и културните центрове в Симферопол, Керч и Севастопол. Действително това дружество се състои от 22 по-малки подсдружения. С помощта на същата тази организация в Кримския републикански музей има постоянна българска етнографска сбирка.
Друго сдружения за взаимопомощ сред българите е Асоциацията на българите в Украйна.

## Препоръчителна литература
- „Българите в Крим“, проф. Иваничка Георгиева и доц. Красимир Стоилов, Издателство „ИФ-94“ [10]
- Филм „Дългото завръщане“, реж. Константин Чакъров
- В. „Извор“, издаван от 1997 г.
- Телевизионно предаване „Български срещи“; излъчва се от 1991 г.
- Инна Носкова „Крымские болгары в ХІХ – начале ХХ вв.“: история и культура.– Симферополь: СОНАТ, 2002. – 152с.
- Музиченко О.Ф. Історія, етнографія та народна творчість кримських болгар: [Збірник] / [Ред.-упоряд. збірника: І.А. Носкова]. – Сімферополь: Доля, 2004. – 143 c.: іл., фото. – Текст: укр., рос.
- Носкова И.А. Формирование крымской группы болгар в ХІХ веке // Культура народов Причерноморья. – 1999. – №6. – С.183 – 187.
- Носкова И.А. Храмовые (престольные) праздники в болгарских селах Крыма в ХІХ – начале ХХ вв. // Культура народов Причерноморья. – 1999. – №11. – С.203 – 205.
- Носкова И.А. Переселение болгар в Крым в ХІХ веке // Наша школа. – 1999. – №2/3.– С.180 – 181.7.
- Носкова И.А. Внутренняя миграция болгарского населения Крыма во второй половине ХІХ века и образование новых дочерних поселений // Культура народов Причерноморья. – 2000. – №14. – С.76 – 79.8.
- Носкова І.А. Історія, етнографія та лінгвістичні особливості мови кримських болгар в публікаціях Олександра Музиченка // Записки історичного факультету / Одеський нац. ун-т ім.І.І.Мечникова. – 2002. – Вип.12. – С.142 – 146.
- Носкова И.А. Старокрымское народное училище // Сурб Хач. – 1998. – Декабрь. – С. 46 – 47.
- Носкова И.А. Крымские болгары: взгляд в прошлое // Спектр. – 1999. – №21. – С.24 – 41.
- Носкова И.А. ІІІ волна болгарского переселения в Крым (1856 – 1866 гг.). Ошибки и поражения // Проблемы материальной и духовной культуры народов Крыма и Северного Причерноморья от античных времен до наших дней. Материалы І научных чтений. г.Симферополь, 14 – 15 ноября 1996 года. – Симферополь: Рой, 1996. – С.21.
- „Кримските българи“, проф. д-р Марияна Парзулова, 2007 г.